# Parkland (Wisconsin)
Parkland es un pueblo ubicado en el condado de Douglas en el estado estadounidense de Wisconsin. En el Censo de 2010 tenía una población de 1.220 habitantes y una densidad poblacional de 13,36 personas por km².

## Geografía
Parkland se encuentra ubicado en las coordenadas 46°37′30″N 92°0′8″O / 46.62500, -92.00222. Según la Oficina del Censo de los Estados Unidos, Parkland tiene una superficie total de 91.29 km², de la cual 91.29 km² corresponden a tierra firme y (0%) 0 km² es agua.

## Demografía
Según el censo de 2010, había 1.220 personas residiendo en Parkland. La densidad de población era de 13,36 hab./km². De los 1.220 habitantes, Parkland estaba compuesto por el 96.64% blancos, el 0.16% eran afroamericanos, el 0.74% eran amerindios, el 0.49% eran asiáticos, el 0% eran isleños del Pacífico, el 0% eran de otras razas y el 1.97% pertenecían a dos o más razas. Del total de la población el 0.98% eran hispanos o latinos de cualquier raza.